# إبراهيم بن صادق
الشيخ إبراهيم بن صادق العاملي، شاعر وأديب ورجل دين شيعي من جبل عامل، اكتسب شهرة بين رجال العلم والسياسة من العثمانيين والإيرانيين والعراقيين.

## نسبه
هو الشيخ إبراهيم بن صادق بن إبراهيم بن يحيى بن محمد بن سليمان بن نجم المخزومي العاملي. 
1. جده: الشيخ إبراهيم بن يحي الطيبي
2. والده: الشيخ صادق بن إبراهيم بن يحيى العاملي: وقد كان أديبا وشاعراوعالما فاضلا من تلامذة السيد علي محمد الأمين، توفي في العام 1250 هجرية.[3]
3. نجلة الشيخ عبد الحسين إبراهيم صادق.

## ولادته ونشأته
ولد في العام 1221 هجرية (1806 ميلادي).

لم يهتم في بادئ أمره بتحصيل العلوم الدينية، واكتفى بالشعر والأدب، ولكن بعد وفاة والده (عام 1250 هجرية) انكبّ على طلب العلوم الدينية في جبل عامل وكان قد بلغ الإحدى والثلاثين من عمره، وبعدها رحل إلى النجف عام 1252 هجرية، وأقام فيها (27) عاما منشغلا بالدرس والتدريس والشعر. 

## دراسته
مكث في النجف فترة طويلة، تتلمذ فيها على عدد من العلماء منهم:
1. الشيخ حسن بن جعفر آل كاشف الغطاء
2. الشيخ مهدي بن جعفر آل كاشف الغطاء
3. الشيخ مرتضى الأنصاري.

ويروي عن أساتذته بالإجازة. 

في العام 1279 هجرة عاد إلى جبل عامل واستقرّ في بلدته الخيام. 

## في جبل عامل
الظاهر أنه حضر إلى جبل عامل من دون عائلته في بادئ الأمر، وقد تركهم في النجف، وعندما أرسل في طلبهم لم يصل منهم سوى الشيخ عبد الحسين إبراهيم صادق وثلاث من شقيقاته، أما الباقون بما فيهم الزوجة فقد توفوا بسبب الوباء الذي ضرب العراق في تلك الفترة.
بعد استقراره في بلدة الخيام، طلبه محمد بك الأسعد وعلي بك الأسعد للإقامة في الطيبة على مقربة من دارة آل الأسعد هناك، فأجابهما وبنوا له دارا في الطيبة بالإضافة إلى دارته الفخمة في بلدة الخيام. إلا أنه لم يسكن تلك الدار بعد انتهائها لوقوع النكبة بآل الأسعد ولوفاته بعد مدة قصيرة. 

## ماقيل فيه
- ترجم له جواد شبّر في أدب الطف فقال:«كان من العلماء الافاضل، خفيف الروح».[6]
- ذكره السيد حسن الصدر فوصفه بالعالم الفاضل المحقق والأديب الشاعر المفلق.[7]
- وكتب السيد حسن الأمين عنه فقال:«وآل صادق من أشرف بيوت العلم في جبل عامل وأعرقها في الفضل والأدب نبغ فيهم أعلام في الفقه والشعر لم تزل آثارهم غرة ناصعة في جبين الدهر ولا سيما شعراؤهم الأفذاذ الذين طار صيتهم في الآفاق، وكانوا يعرفون قبل الشيخ صادق بآل يحيى نسبة إلى جدهم الذي كان من صدور علماء عصره وأدبائه».[8]

## مؤلفاته
له عدد من المؤلفات منها:
- ديوان شعر الشيخ إبراهيم صادق (تحقيق رجاء صادق)
- منظومة شعرية في الفقه بلغت 1500 بيتا
- له عدة رسائل، وجهها إلى كبراء العصر في العراق ولبنان، يمزج فيها نثره بالشعر.
- كما وأصدر المجلس الثقافي للبنان الجنوبي كتابا بعنوان (ديوان الشيخ إبراهيم صادق)- دار الانتشار العربي - 2013.[10] وهذا الكتاب غير الديوان الأول المذكور.

## وفاته
توفي في العام 1284 هجرية (1865 ميلادي) في بلدة الطيبة العاملية، وعند وفاته كانت الثلوج تغطّي السهول ولم تسمح لذويه بتشييعه إلا بعد ثلاثة أيام، حيث دفن بالقرب من أبيه.

## وصلات خارجية
مخطوطة عبارة عن محاورة شعرية بين إبراهيم بن صادق وإبراهيم بن بطرس كرامة - معركة الخال